# Cur

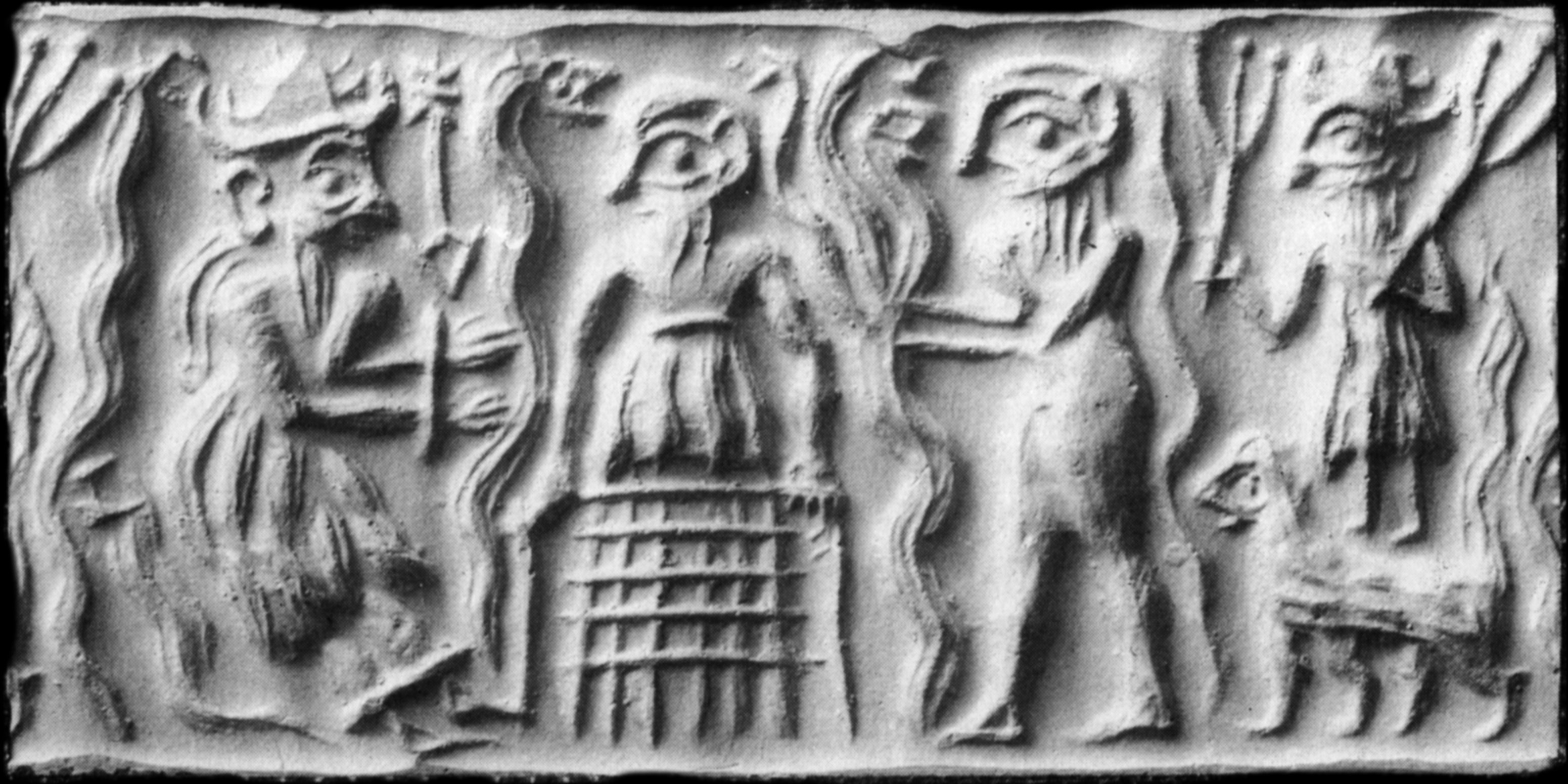
Impressão de selo cilíndrico sumério antigo mostrando o deus Dumuzi sendo torturado no submundo por demônios galus.

O antigo submundo da Mesopotâmia, mais frequentemente conhecido em sumério como Cur, Ircala, Cucu, Arali ou Quigal e em acádio como Ersetu era uma caverna escura e sombria localizada nas profundezas do solo, onde se acreditava que os habitantes continuavam "uma versão sombria da vida na Terra". A única comida ou bebida era pó seco, mas os familiares do falecido derramavam libações para eles beberem. Ao contrário de muitas outros pós-vida do mundo antigo, no submundo sumério, não havia julgamento final do falecido e os mortos não eram punidos nem recompensados por seus atos em vida. A qualidade de existência de uma pessoa no submundo era determinada por suas condições de sepultamento.
A governante do submundo é a deusa Eresquigal, que vive no palácio de Ganzir, às vezes usado como um nome para o próprio submundo. Seu marido é Gugalana, o "inspetor do canal de Anu", ou, especialmente nas histórias posteriores, Nergal, o deus da morte. Após o período acadiano (c. 2334–2154 a.C.), Nergal às vezes assumia o papel de governante do submundo. Os sete portões do submundo são guardados por um porteiro chamado Neti em sumério. O deus Nantar atua como sucal de Eresquigal, ou assistente divino. O deus moribundo Dumuzi passa metade do ano no submundo, enquanto, na outra metade, seu lugar é ocupado por sua irmã, a deusa escriba Gestinana, que registra os nomes dos falecidos. O submundo também é o lar de vários demônios, incluindo o hediondo devorador de crianças Lamastu, o temível demônio do vento e deus protetor Pazuzu, e os galus, que arrastavam mortais para o submundo.

## Condições

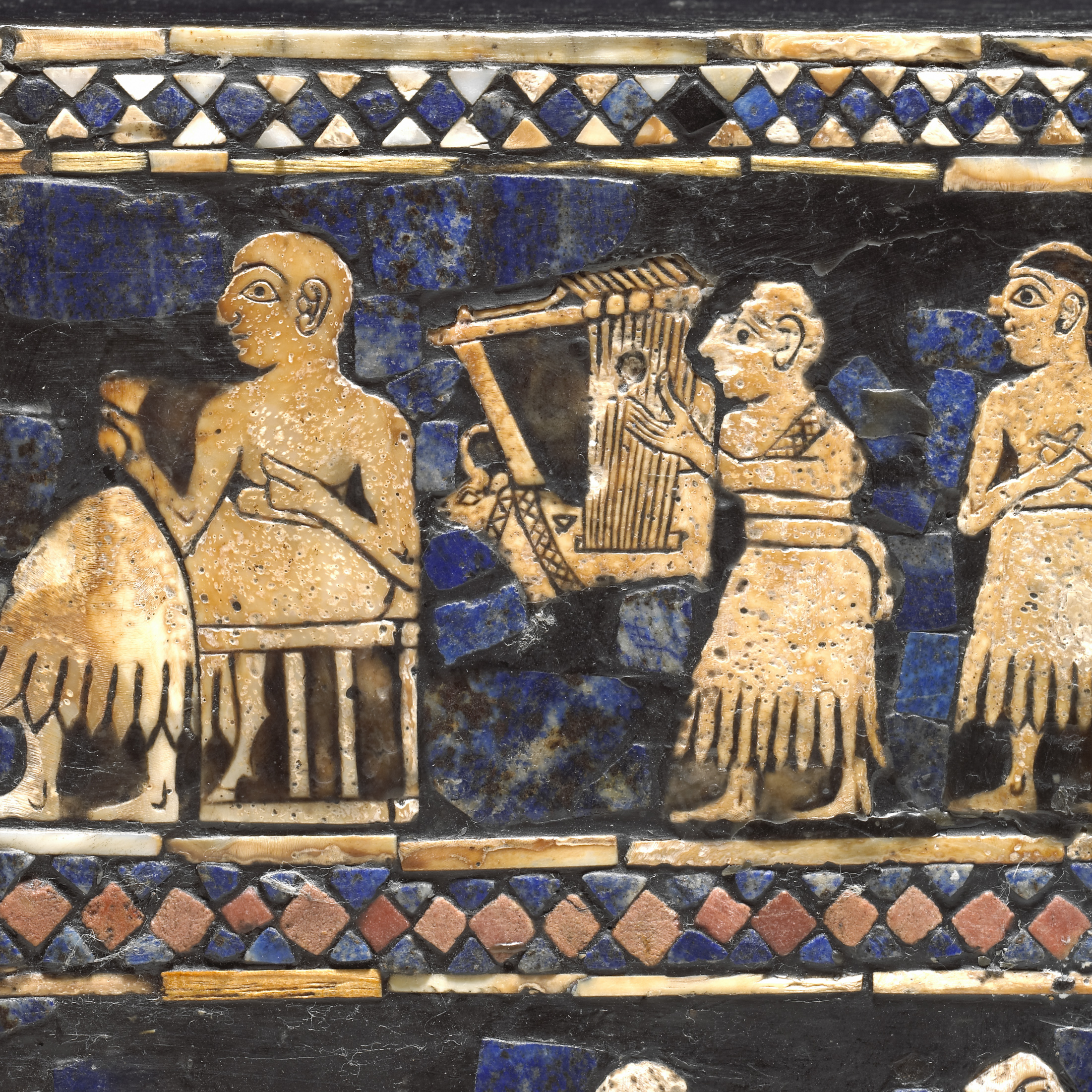
Detalhe do painel "Paz" do Estandarte de Ur do Cemitério Real de Ur, mostrando um homem tocando lira. Os sumérios acreditavam que, para os mais privilegiados, a música poderia aliviar as condições sombrias do submundo.

Todas as almas iriam para a mesma vida após a morte, e as ações da pessoa durante a vida não teriam nenhum efeito em como a pessoa seria tratada no mundo vindouro. Ao contrário do antigo pós-vida egípcio, não havia nenhum processo de julgamento ou avaliação para o falecido; eles simplesmente apareceram perante Eresquigal, que o declararia morto, e seu nome seria registrado pela deusa escriba Guestinana. Acreditava-se que as almas em Cur não comiam nada além de poeira seca e os membros da família do falecido despejavam ritualmente libações no túmulo do morto através de um cachimbo de barro, permitindo assim que o morto bebesse. Por esta razão, foi considerado essencial ter tantos filhos quanto possível para que os  seus descendentes pudessem continuar a fornecer libações para o morto beber por muitos anos. Aqueles que morrem sem descendência sofreriam mais no submundo, porque não teriam nada para beber, e acreditava-se que assombrariam os vivos. Às vezes, os mortos são descritos como nus ou vestidos com penas, como pássaros.
No entanto, acreditava-se que os tesouros nos túmulos seriam destinados como oferendas para Utu e os Anunáqui, de modo que o sepultado receberia favores especiais no submundo. Durante a terceira dinastia de Ur (c. 2112 - c. 2004 a.C.), acreditava-se que o tratamento de uma pessoa na vida após a morte dependia de como ela era enterrada; aqueles que receberam sepulturas suntuosas seriam bem tratados, mas aqueles que haviam recebido enterros ruins teriam uma situação ruim. Aqueles que não receberam um enterro adequado, como aqueles que morreram em incêndios e cujos corpos foram queimados ou aqueles que morreram sozinhos no deserto não teriam nenhuma existência no mundo subterrâneo, mas simplesmente cessariam de existir. Os sumérios acreditavam que, para os mais privilegiados, a música poderia aliviar as condições sombrias do submundo.